# Billboard Español
Billboard Español (anteriormente Billboard en Español) es una versión en línea en español de la revista Billboard que se transmite por Telemundo. El sitio fue iniciado en 2007 para encargarse específicamente de la comunidad hispana.
El sitio publica listas de éxitos de música latina en cualquier género, desde tropical y pop latino, a música regional mexicana y música urbana. El enfoque de las listas va de las principales canciones en la radio, a los álbumes con mayores ventas. Las conocidas listas Billboard Hot 100 y Billboard 200 también pueden verse desde Billboard Español.
Ofrece noticias acerca de músicos latinos, productores y profesionales de la industria. El sitio provee recursos y biografías de cantantes como Ricky Martin, Enrique Iglesias, Christina Aguilera, Shakira, Tito El Bambino, Juanes, Daddy Yankee, Don Omar, Paulina Rubio, David Bisbal, Cristian Castro, Chayanne y Selena, entre muchos otros. También resalta la música de nuevos artistas a través de las comunidades latinas en el mundo. Trae cobertura profunda de la música latina mientras reconoce a los fanes y profesionales del mundo anglosajón.